# Leo Kottke

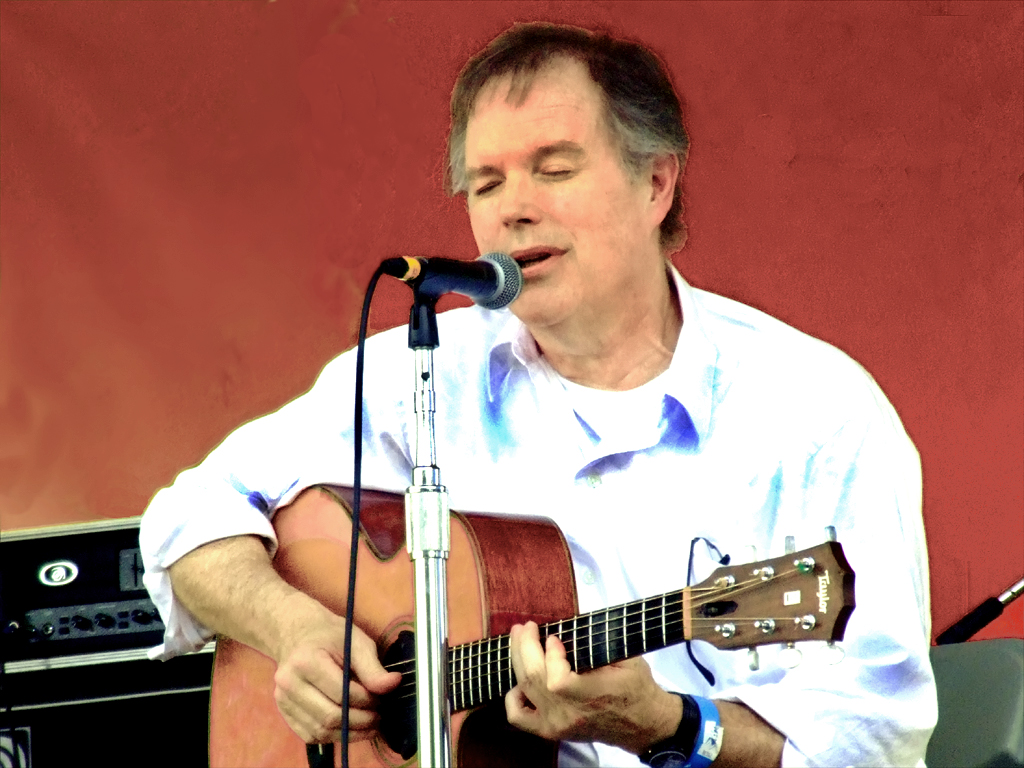
Leo Kottke (2007)

Leo Kottke (* 11. September 1945 in Athens, Georgia) ist ein US-amerikanischer Virtuose auf der akustischen sechs- und zwölfsaitigen Gitarre, der in seiner mehr als 45-jährigen Karriere stilbildend für eine Reihe Gitarristen wurde. Kottke verschmolz Folk-, Country-, Bluegrass- und Blueseinflüsse zu einem charakteristischen Fingerpicking-Stil polyphoner Musik, die besonders zu Beginn stark von der Slide-Gitarren-Technik unter Verwendung eines Bottleneck geprägt war. Ab den 1980er Jahren nahm Kottke viel von der New-Age-Instrumentalmusikbewegung vorweg und wird oft als Teil der American-Primitivism-Bewegung gesehen – zum Teil weil er bei John Faheys Label Takoma Records unter Vertrag stand. Kottke hatte lange mit gesundheitlichen Beschwerden zu kämpfen, unter anderem mit partieller Taubheit und Sehnenentzündungen an den Händen.

## Leben und Werk
Als Jugendlicher in Muskogee (Oklahoma) spielte Kottke Posaune und Violine, bevor er zur Gitarre wechselte und darauf einen eigenen charakteristischen Fingerpicking-Stil entwickelte. Bei einem Unfall mit einem Feuerwerkskörper wurde sein Hörvermögen auf einem Ohr dauerhaft geschädigt, was sich durch Schießübungen während seiner Dienstzeit in der United States Naval Reserve weiter verschlimmerte. Nach der Entlassung aus der Naval Reserve besuchte Kottke die St. Cloud State University in Zentral-Minnesota, wo er öfters die Vorlesungen schwänzte, um stattdessen Gitarre zu spielen.
Obwohl sein Schwerpunkt auf Instrumentalkompositionen liegt, setzte Kottke vor allem auf einigen der frühen Alben seinen unkonventionellen, sonoren Bariton ein, den er selbst als „Gänsefürze an einem trüben Tag“ bezeichnete. In seinen Solo-Konzerten bietet Kottke eine Auswahl von Vokal- und Instrumentalstücken aus mehreren Jahrzehnten, gespielt auf speziell für ihn angefertigten sechs- und zwölfsaitigen Gitarren, wobei er seinen musikalischen Vortrag regelmäßig mit humorvoll-surrealen Bemerkungen auflockert. Während er in der Frühzeit seiner Karriere vielfach offene Stimmungen bevorzugte, benutzte er in den letzten Jahren vermehrt traditionellere Stimmungen, wobei er jedoch seine Gitarren oft bis zu zwei Ganztöne unter die Standardstimmung stimmt.
Als Kottkes bekanntestes Album gilt 6- and 12-String Guitar aus dem Jahre 1969, bekannt auch als „Armadillo-Album“ wegen des auf dem Cover abgebildeten Gürteltiers. Von seiner Plattenfirma in den frühen 1970ern dazu gedrängt, Folk-Liedermacher statt reiner Instrumentalist zu werden, nahm er mit Begleitmusikern Alben wie Mudlark, Ice Water und Chewing Pine auf. Manches aus dieser Periode ist aufnahmetechnisch heute überholt, und Kottke hat in den letzten Jahren damit begonnen, verschiedene Stücke aus den frühen 1970er Jahren neu einzuspielen. Beispielsweise enthält One Guitar, No Vocals von 1999 eine neue Instrumentalversion von Morning Is the Long Way Home von 1974, bei der die Gegenmelodie zur Geltung kommt, die auf der älteren Aufnahme hinter dem Gesang verborgen war.
Ständige Konzert- und Studiotätigkeit forderten in den frühen 1980er Jahren ihren Tribut von Kottke, und er litt an schmerzhafter Sehnenscheidenentzündung und damit verbundenen Nervenschäden, die die Fortsetzung seiner Karriere gefährdeten. Er änderte seinen Picking-Stil von einem folkbasierten Ansatz (mit Fingerpicks) in einen eher klassischen Stil (mit Fingerkuppen und immer weniger Einsatz von Fingernägeln sowie mit einer geänderten Haltung der rechten Hand), der die Sehnen weniger beansprucht. Gleichzeitig wechselte er von den größeren Labels Capitol und Chrysalis zum kleineren Private-Music-Label, und seine Musik wurde zunehmend lyrischer und weniger exzessiv. Auf Grund  dieses Stilwechsels und seiner Beziehung zu Private Music wurde Kottkes Werk aus dieser Phase oft als New Age Music im Windham-Hill-Stil charakterisiert, obwohl seine Musik zu eklektisch und kantig blieb, um in diese Kategorie zu passen.
Kottke hat auf seinen Schallplatten mit seinem Mentor John Fahey, mit Chet Atkins, Lyle Lovett, Margo Timmins von den Cowboy Junkies, den Violent Femmes und Rickie Lee Jones zusammengearbeitet. Neben Eigenkompositionen hat er Stücke von Tom T. Hall, Johnny Cash, Carla Bley, Fleetwood Mac, The Byrds, Jorma Kaukonen, Kris Kristofferson, Randall Hylton und vielen anderen aufgenommen. Außerdem ist er ein häufiger Gast in der US-Radioshow A Prairie Home Companion.
Im Jahre 2002 arbeitete Kottke mit Mike Gordon (Bassist der Band Phish) auf Clone zusammen, einem Album mit Instrumental- und Vokalstücken beider Musiker. Ein zweites Album mit Gordon, Sixty Six Steps, folgte 2005, und das Duo ging mit beiden Programmen auf Tour.

## Diskografie

### Alben
- 12 String Blues (1968) – Oblivion
- 6- and 12-String Guitar (1969) – Takoma
- Circle ‘Round the Sun (1970) – Symposium
- Mudlark (1971) – Capitol
- Greenhouse (1972)
- My Feet Are Smiling (1973)
- Ice Water (1974)
- Leo Kottke / Peter Lang / John Fahey (1974) – Takoma
- Dreams and All That Stuff (1974) – Capitol
- Chewing Pine (1974)
- Leo Kottke (1976) – Chrysalis
- Burnt Lips (1978)
- Balance (1979)
- Live in Europe (1980)
- Guitar Music (1981)
- Time Step (1983)
- A Shout Toward Noon (1986) – Private Music
- Regards From Chuck Pink (1988)
- My Father’s Face (1989)
- That’s What (1990)
- Essential Leo Kottke (1991, Kompilation; Zeitraum: 1976–1983) – Chrysalis
- Great Big Boy (1992) – Private Music
- Peculiaroso (1994)
- Live (1995) – On the Spot
- Live in Europe (1995)
- Standing in My Shoes (1997)
- One Guitar, No Vocals (1999)
- The Best (2002, Kompilation; Zeitraum: 1973–1978)
- Clone (Leo Kottke, Mike Gordon, 2002) – RCA Victor
- Try and Stop Me (2004)
- Sixty Six Steps (Leo Kottke, Mike Gordon, 2005)
- Noon (Leo Kottke, Mike Gordon, 2020) – ATO Records

### DVDs
- Leo Kottke – Home & Away Revisited (2003)
- Fingerstyle Guitar: New Dimensions & Explorations Vol. 1 (2010)